# ريتشارد ماغواير
ريتشارد ماغواير (بالإنجليزية: Richard McGuire)‏ هو رسام كارتون وكاتب للأطفال وكاتب ومصمم جرافيك أمريكي، ولد في 1957 في نيوجيرسي في الولايات المتحدة.

## وصلات خارجية
- الموقع الرسمي
- ريتشارد ماغواير على موقع IMDb (الإنجليزية)
- ريتشارد ماغواير على موقع ميوزك برينز (الإنجليزية)
- ريتشارد ماغواير على موقع أول ميوزيك (الإنجليزية)
- ريتشارد ماغواير على موقع ديسكوغز (الإنجليزية)
- ريتشارد ماغواير على موقع قاعدة بيانات الفيلم (الإنجليزية)